# 信州味噌ラーメン
信州味噌ラーメン（しんしゅうみそラーメン）は、長野県のご当地ラーメン。

## 概要
信州味噌ラーメンの歴史は2015年に日清食品から発売されたカップ麺に端を発する（後述#定義参照）。
信州味噌を使用した味噌ラーメンであるが、麺やスープの方向性は提供する店ごとに様々である。
スープが濃厚な仕上がりであることが多い。

## 定義
長野県内のラーメン店39店舗からなる「信州麺友会」と日清食品がコラボレーションした際に、以下の3条件を満たすラーメンだけを「信州味噌ラーメン」と定義した。
1. 長野県内産の信州味噌を100%使用する。
2. 信州リンゴを隠し味に使用する。
3. 大きく刻んだネギを使用する。

2015年2月に日清食品から発売されたカップ麺「麺ニッポン 信州味噌ラーメン」もこの定義に沿うものである。

## 商品展開
- 2015年2月 - 日清食品から「麺ニッポン 信州味噌ラーメン」が発売される[3]。
- 2021年1月 - ローソンで気むずかし家が監修した「頑固麺飯魂 気むずかし家監修 信州味噌ラーメン」が期間限定発売される[4]。
- 2021年10月 - ローソンで麺匠佐蔵が監修した「信州味噌ラーメン」が同年11月中旬まで販売される[5]。
- 2020年8月 - カップ麺のニュータッチ「凄麺」信州味噌ラーメン（ヤマダイ）が発売される。2022年4月までに240万食を売り上げた[6][7]。
- 2023年4月 - ローソンで気むずかし家が監修した「気むずかし家監修 信州味噌ラーメン」が期間限定発売される[4]。

## その他
- 上記の定義によらず、信州味噌を使用したラーメンは、田所商店のような長野県外に拠点を置く大手ラーメンチェーンでも提供されている[8]。
- 長野県内においても佐久地域の安養寺ラーメンのように、上記の定義によらず信州味噌を使用したご当地ラーメンがある。

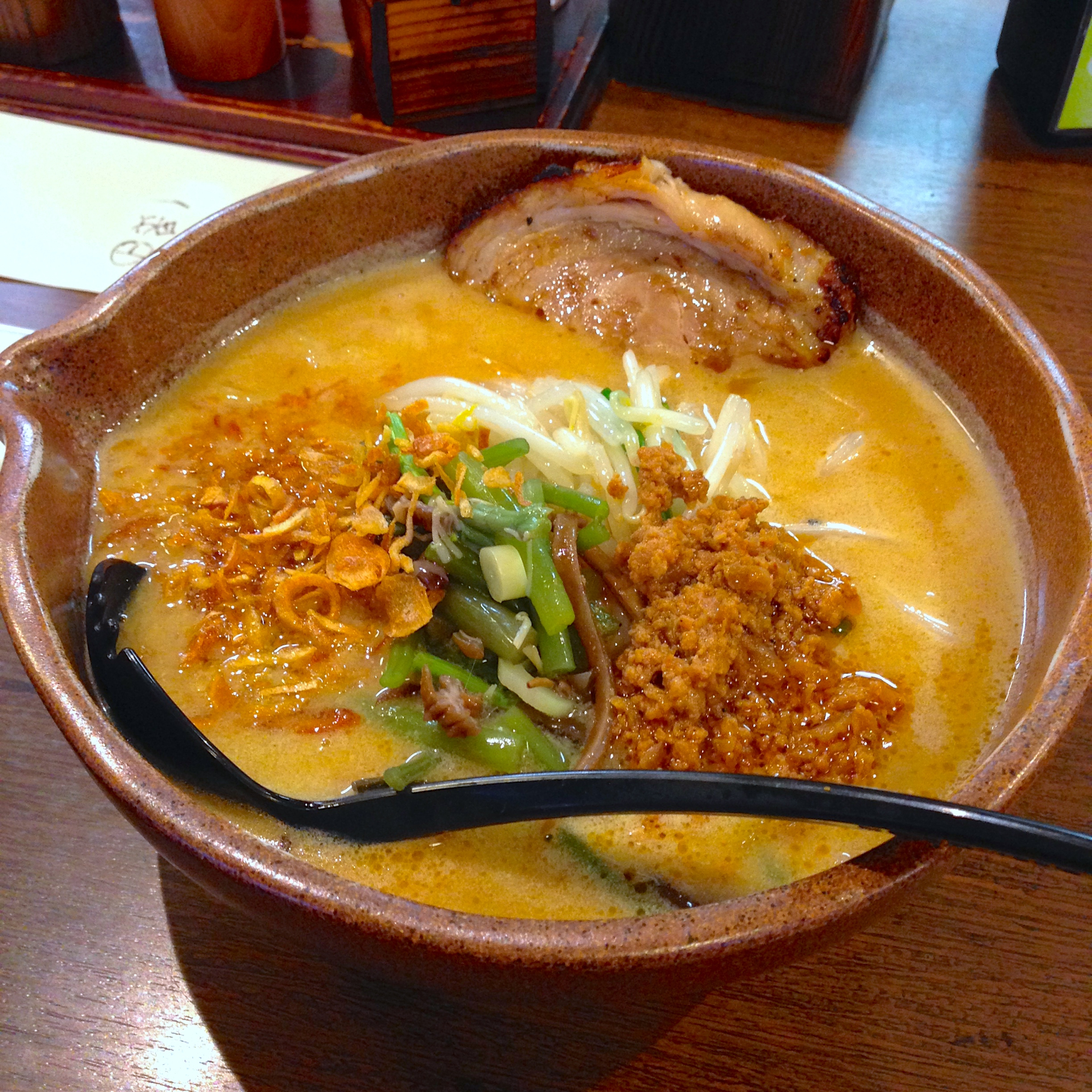
麺屋壱正「信州味噌らーめん」（愛知県小牧市）
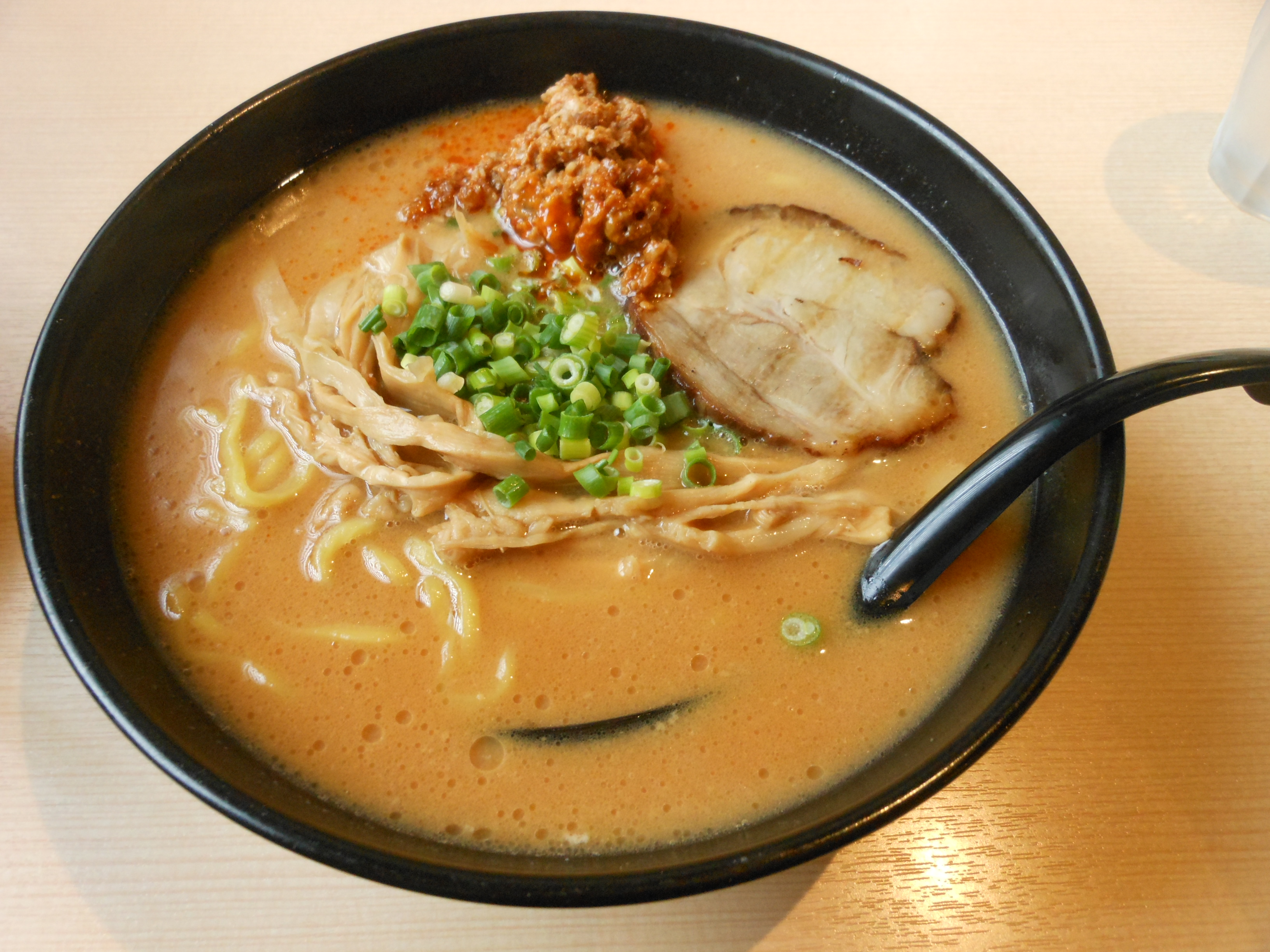
「安養寺ラーメン」（長野県佐久市）